# Eliza McCartney
Eliza McCartney (n. 11 decembrie 1996, North Shore⁠(d), Auckland Region⁠(d), Noua Zeelandă) este o atletă neozeelandeză, medaliată olimpică. A participat la două ediții ale Jocurilor Olimpice (2016, 2024) în care a câștigat o medalie de bronz în proba de săritura cu prăjina.

## Palmares
| An   | Competiție                              | Locație                    | Loc | Note   |
| ---- | --------------------------------------- | -------------------------- | --- | ------ |
| 2013 | Campionatul Mondial de Juniori (sub 18) | Donețk, Ucraina            | 4   | 4,05 m |
| 2014 | Campionatul Mondial de Juniori          | Eugene, Statele Unite      | 3   | 4,45 m |
| 2015 | Universiada                             | Gwangju, Coreea de Sud     | 2   | 4,40 m |
| 2016 | Campionatul Mondial în sală             | Portland, Statele Unite    | 5   | 4,70 m |
| 2016 | Jocurile Olimpice                       | Rio de Janeiro, Brazilia   | 3   | 4,80 m |
| 2017 | Campionatul Mondial                     | Londra, Marea Britanie     | 9   | 4,55 m |
| 2018 | Campionatul Mondial în sală             | Birmingham, Marea Britanie | 4   | 4,75 m |
| 2023 | Campionatul Mondial                     | Budapesta, Ungaria         | –   | FR     |
| 2024 | Campionatul Mondial în sală             | Glasgow, Marea Britanie    | 2   | 4,80 m |
| 2024 | Jocurile Olimpice                       | Paris, Franța              | 6   | 4,70 m |